# Санніленд Слім
Са́нніленд Слім (англ. Sunnyland Slim), справжнє ім'я А́льберт Луе́ндрю (англ. Albert Luandrew; 5 вересня 1906, Квітмен, побл. Венс, Міссісіпі — 17 березня 1995, Чикаго, Іллінойс) — американський блюзовий піаніст. Член Зали слави блюзу (1991).

## Біографія
Народився 5 вересня 1906 року на фермі в окрузі Квітмен поблизу Венса, штат Міссісіпі. При народженні отримав ім'я Альберт Луендрю. Спочатку вчився грати на фісгармонії в церкві, а вдома тренувався на коробці з-під взуття, на якій намалював клавіші. У 13 років, після смерті матері, втік з дому через образи мачухи. До 1924 року грав на піаніно у невеликому кінотеатрі в Ламберті, Міссісіпі. Після виступів у джук-джойнтах Дельти, у 1925 році переїхав в Мемфіс, штат Теннессі, де виступав у клубах на Біл-стріт. У Мемфісі він провів 15 років. Там він виступив у ревю Ма Рейні і співпрацював з багатьма популярними блюзовими музикантами того часу, зокрема з Блайнд Блейком, Блайнд Бой Фуллером, Рузвельтом Сайксом, Мемфісом Слімом і Літтлом Бразер Монтгомері. Тоді ж взяв прізвисько «Санніленд Слім», яке походить від його пісні про локомотив «Sunnyland», що курсував між Мемфісом і Сент-Луїсом; «slim» — оскільки він був високим і худим. Там же, в 1929 році, зробив перші спроби записів на лейблах. У 1939 році переїхав до Чикаго, штат Іллінойс, де почав виступати з Джоном Лі «Сонні Бой» Вільямсоном і Мадді Вотерсом.
Наприкінці 1946 року відбувся перший запис Сліма на Columbia Records, але лейбл його не видав. Тоді блюзмен зробив запис на студії Aristocrat (майбутній Chess Records) під ім'ям Dr. Clayton's Buddy, оскільки гастролював разом з Пітером «Доктор» Клейтоном. У записі на лейблі Aristocrat брав участь і Мадді Вотерс, який, згодом, стане одним з найбільш значущих музикантів братів Чесс.
Протягом 1940-х і 1950-х років співпрацював з такими музикантами, як Лонні Джонсон, Г'юберт Самлін, Роберт Локвуд-молодший, Біг Волтер Гортон, Ред Голловей і Ернест Коттон. У ці ж роки записувався на лейблах Hytone, Opera, Chance, Tempo-Tone, Mercury, Apollo, J.O.B., Regal, Vee-Jay (не видано), Blue Lake, Club 51 і Cobra. У 1960 році вирушив до Енглвуд-Кліффса, де записав свій дебютний альбом Slim's Shout (у записі взяв участь саксофоніст Кінг Кертіс), який вийшов на Bluesville (дочірньому лейблі Prestige). Альбом вважається одним з найкращих у дискографії музиканта. У 1960-х роках, у період відродження інтересу до блюзу, Слім активно гастролював, у тому числі в складі Американського фолк-блюзового фестивалю, і став одним із найперших блюзових виконавців, що вистули у Східній Європі. Слім подружився з музикантами блюз-рокового гурту Canned Heat і взяв участь у записі їхньої пісні «Turpentine Moan» на альбомі Boogie with Canned Heat (1968). Своєю чергою, Canned Heat взяли участь в записі альбому Сліма Slim's Got His Thing Goin' on (1969), виданий на World Pacific. У записі також взяв участь гітарист Мік Тейлор (майбутній учасник гурту The Rolling Stones).
У 1974 році відкрив свій власний лейбл звукозапису Airway Records в Чикаго, на якому почав записувати місцевих блюзових музикантів, а також випустив свій альбом Sunnyland Slim: Live in Europe (1975). З початку 1980-х років активно виступав в чиказькому клубі B.L.U.E.S., доки не переніс інсульт. У 1985 році записав альбом Chicago Jump разом з хоум-бендом клубу B.L.U.E.S, який вийшов на лейблі Red Bean. У 1987 році був відзначений медаллю за заслуги від міста Чикаго, а в 1988 році — премією фонду National Endowment for the Arts National Heritage Foundation. У 1990-х роках випустив декілька альбомів, у тому числі House Rent Party (1992), Old Friends (1993) і Decoration Day (1994). У 1991 році був включений до Зали слави блюзу.
Помер 17 березня 1995 року через ускладнення від ниркової недостатності у віці 88 років в лікарні Торек в Чикаго (Іллінойс).

## Дискографія

### Альбоми
- Slim's Shout (1961, Bluesville)
- Slim's Got His Thing Goin' on (1969, World Pacific)
- Midnight Jump (1969, Blue Horizon)
- Sad and Lonesome (1972, Jewel)
- Plays Ragtime Blues (1973, BluesWay)
- Sunnyland Slim's Blues Jam with Delta Blues Band (з Delta Blues Band) (1973, Storyville)
- Worried About My Baby  (1974, Black & Blue)
- Portraits In Blues Vol. 8 (1980, Storyville)
- Sunnyland Train (1983, Red Beans)
- Chicago Jump (1986, Evidence)
- House Rent Party (1992)
- Old Friends (1993)
- Decoration Day (1994, Evidence)
- Smile on My Face (1999, Delmark; записаний 1977)

### Альбоми з іншими музикантами
- Blues Anytime! (оригінальна назва American Folk Blues) — Г'юберт Самлін з Віллі Діксоном і Саннілендом Слімом (1965, Amiga; 1980, L+R)
- Further on Up the Road (1969) — Шейкі Джейк Гарріс (1969, World Pacific)
- Hawk Squat — Дж. Б. Гатто і The Hawks з Саннілендом Слімом (1969, Delmark)
- Loaded with the Blues — у складі «Chicago Blues Allstars» (MPS, 1969)
- I Am the Blues — Віллі Діксон (1970, Columbia)

### Сингли
- «Down Home Child»/«Sunnyland Special» (J.O.B., ?)
- «You've Gotta Stop This Mess»/«Glad I Don't Worry No More» (J.O.B., ?) з Фет Меном
- «Leaving Your Town»/«Mary Lee» (J.O.B., 1952)
- «Shake It Baby»/«Woman Trouble» (J.O.B., 1954)
- «Four Day Bounce»/«That Woman» ([J.O.B., 195?)
- «Devil Is a Busy Man»/«Goin' Back to Memphis» (Blue Lake, 1954)
- «Bassology»/«Shake It Baby» (Blue Lake, 1954)
- «Drinking and Clowning»/«Worried About My Baby» (Bea & Baby, 195?)
- «Baby How Long»/«It's You Baby» (Bluesville, 1961)

## Нагороди
У 1991 році включений до Зали слави блюзу.